# Mehdi Ben Slimane
Mehdi Ben Slimane (Le Kram, 1º gennaio 1974) è un ex calciatore tunisino, di ruolo attaccante.